# 3642 Frieden
Frieden (asteróide 3642) é um asteróide da cintura principal com um diâmetro de 35,11 quilómetros, a 2,5666219 UA. Possui uma excentricidade de 0,0798282 e um período orbital de 1 701,5 dias (4,66 anos).
Frieden tem uma velocidade orbital média de 17,83389711 km/s e uma inclinação de 13,45592º.
Este asteróide foi descoberto em 4 de Dezembro de 1953 por Herta Gessner.